# Фторид-хлорид олова(II)
Фторид-хлори́д о́лова(II) — неорганическое соединение,
двойная соль олова, соляной и плавиковой кислот
с формулой SnFCl,
бесцветные кристаллы,
реагирует с водой.

## Получение
- Действие фтористого водорода на хлорид олова(II):

{\displaystyle {\mathsf {SnCl_{2}+HF\ {\xrightarrow {T}}\ SnClF+HCl}}}

## Физические свойства
Фторид-хлорид олова(II) образует бесцветные кристаллы ромбической сингонии, пространственная группа P nma, параметры ячейки a = 0,6126 нм, b = 0,4365 нм, c = 1,0136 нм, Z = 4.